# Bolitophila luteola
Bolitophila luteola är en tvåvingeart som beskrevs av Plotnikova 1962. Bolitophila luteola ingår i släktet Bolitophila och familjen smalbensmyggor. Inga underarter finns listade i Catalogue of Life.